# Andrzej Kwilecki
Andrzej Chryzostom Kwilecki (ur. 23 października 1928 w Kwilczu, zm. 14 października 2019 w Środzie Wielkopolskiej) – polski socjolog, nauczyciel akademicki i profesor nauk humanistycznych, szachista.

## Życiorys
Urodził się 23 października 1928 w Kwilczu w rodzinie hrabiego Dobiesława Łukasza Kwileckiego herbu Śreniawa (1888–1941) i Zofii Heleny z domu Załuskiej herbu Junosza (1898–1980).
Ukończył w 1952 studia prawnicze i w 1953 studia socjologiczne na Uniwersytecie Poznańskim. Na tej samej uczelni uzyskiwał w zakresie nauk humanistycznych stopnie naukowe doktora (1964) i doktora habilitowanego (1969). W 1976 został profesorem nauk humanistycznych. Przez kilkanaście lat pracował w Instytucie Zachodnim. Od 1972 do 1981 był dyrektorem Instytutu Socjologii UAM, w latach 1982–1984 pełnił funkcję prorektora tego uniwersytetu, a w latach 1986–1988 kierował Zakładem Historii Socjologii. Był także wykładowcą francuskiej École des hautes études en sciences sociales i przewodniczącym Komitetu Nauk Socjologicznych Polskiej Akademii Nauk. Pracował nadto w Zakładzie Badań Narodowościowych PAN oraz w Wyższej Szkole Nauk Humanistycznych i Dziennikarstwa w Poznaniu.
Współpracował z redakcjami „Studiów Socjologicznych” oraz „Ruchu Prawniczego, Ekonomicznego i Socjologicznego”. Zajmował się m.in. migracjami i osadnictwem na Ziemiach Zachodnich, problematyką mniejszości narodowych, historią socjologii polskiej. Był członkiem Poznańskiego Towarzystwa Przyjaciół Nauk, Polskiego Towarzystwa Socjologicznego i Stowarzyszenia „Wspólnota Polska”.

## Odznaczenia
W 2010, za wybitne zasługi w kultywowaniu tradycji narodowej, pielęgnowaniu polskości oraz w rozwijaniu świadomości narodowej, obywatelskiej i kulturowej, został odznaczony przez prezydenta Bronisława Komorowskiego Krzyżem Komandorskim Orderu Odrodzenia Polski.

## Życie prywatne
W 1952 zawarł związek małżeński z Ireną Reślińską. Miał dwie córki.

## Publikacje
- Idea zjednoczenia Europy: polityczno-socjologiczne aspekty integracji zachodnioeuropejskiej, Wyd. Poznańskie, Poznań 1969.
- Łemkowie: zagadnienia migracji i asymilacji, PWN, Warszawa 1974.
- Pamiętniki osadników ziem odzyskanych (współredaktor), Wyd. Poznańskie, Poznań 1963.
- Robotnicze losy: życiorysy własne robotników pisane w latach konfliktu 1981–1982 (współredaktor), t. 1 i 2, Wyd. Nauk. UAM, Poznań 1996.
- Wielkopolskie rody ziemiańskie, Wyd. Poznańskie, Poznań 2010.
- Ziemiaństwo wielkopolskie, Pax, Warszawa 1998.
- Ziemiaństwo wielkopolskie: między wsią a miastem, Wyd. Poznańskie, Poznań 2001.

## Osiągnięcia szachowe
Jego pasjami były muzyka operowa i szachy. W latach 1949–1954 czterokrotnie wystąpił w finałach indywidualnych mistrzostw Polski. Dwukrotnie zdobył medale drużynowych mistrzostw Polski, w tym złoty (we Wrocławiu w 1948 – w barwach Krakowa). Był również mistrzem Poznania (1948/1949). Posiadał tytuł mistrza krajowego, który otrzymał w 1953. Był autorem poświęconej wielkopolskim i poznańskim szachom książki pt. Szachy w Poznaniu: sto pięćdziesiąt lat 1839–1988 (Wyd. Poznańskie, Poznań 1990).